# Гарсия, Рубен
Рубен Гарсия Сантос (исп. Rubén García Santos; 14 июля 1993, Валенсия) — испанский футболист, полузащитник клуба «Осасуна».

## Клубная карьера
Родившийся в городе Валенсия Рубен Гарсия начал играть в футбол в местном клубе «Леванте». Во взрослом футболе Рубен Гарсия провёл свои первые годы в резервной команде «Леванте», выступая с ней в Терсере, а затем и в Сегунде B.
В 2011 году Рубен Гарсия мог перейти в «Валенсию», но сделка не состоялась; 31 января следующего года он подписал профессиональный контракт с «Леванте» до 2016 года.
2 сентября 2012 года Рубен Гарсия дебютировал в Ла Лиге, заменив на 81-й минуте марокканского полузащитника Набиля Эль-Жара в домашнем матче против «Эспаньола» (победа «Леванте» 3:2). 21 октября того же года Рубен Гарсия отдал голевую передачу Мичелу на 87-й минуте, а «Леванте» праздновал минимальную гостевую победу (1:0) над «Хетафе».
9 декабря 2012 Рубен Гарсия забил свой первый гол в рамках Ла Лиги, отправив на 54-й минуте третий мяч своей команды в ворота гостей, «Мальорки». Матч закончился со счётом 4:0. В январе следующего года Рубен Гарсия стал игроком основного состава «Леванте», ему был присвоен 11-й номер.

## Карьера в сборной
В составе сборной Испании (до 20 лет) Рубен Гарсия принимал участие на чемпионате мира среди молодёжных команд в 2013 году в Турции. Он появлялся на поле во всех 3-х матчах группового этапа, выйдя в основном составе в последней игре со сборной Франции. В матчах 1/8 и 1/4 финалов Рубен Гарсия на поле не выходил.